# 義煎恵理
義煎 恵理（よしいり えり、1988年5月26日 - ）は、日本のタレント。東京都出身。
現役時代に所属していた事務所は、「神宮アトリエプロモーション」→「パチャママ」。
2000年～2001年にかけて9代目リハウスガールを務めた。

## 人物
小さい頃から女優とデザイナーに憧れていた。
趣味・特技はCDを聴くこと、ゲーム、台詞覚え、絵を描くこと、洋服のデザイン画を描くこと。音楽はダンスもの、J-POP、バラードが好きと話している。
特技はスキー、ダンス、水泳、陸上競技。運動神経は割といい方と本人は話しており、体育祭の時はリレーの選手を6年続けてやっていたほどで、マラソンも男子を追い抜くほど速かったという。
他に、母の実家がアルゼンチンにある関係でスペイン語も特技であるが、アルゼンチンに行ったら何とか通じる程度で「ペラペラじゃない」とのこと。
リハウスガールを務めていた2001年時点で既に「大人っぽい表情」と言われていたということで、これについて「友達と一緒に歩いていても自分だけ“保護者”と見られた」「駅の自動改札機に子供料金の切符を入れた時に駅員に見られてたことに気付いた」「10歳くらいの時に『大学生？』と言われたことがある」といったエピソードがあったという。
公表されていたサイズ（2001年当時）は、身長163cm、B83cm、W59cm、H84cm。

## 主な出演
- 三井不動産販売「三井のリハウス」9代目リハウスガール